# Porthidium hespere
Porthidium hespere là một loài rắn trong họ Rắn lục. Loài này được Campbell mô tả khoa học đầu tiên năm 1976.